# Milna (Hvar)
Milna je udaljena 6 km od grada Hvara i u njoj je 2001. živjelo 90 stanovnika. 

## Zemljopisni položaj
Smjestila se duž pješčane plaže.  Jedna od posebnosti ovog mjestašca je napušteno malo selo Malo Grablje koje je opasano gudurama, te podsjeća na gusarsko gnijezdo. 

## Znamenitosti
U blizini u Maloj Milni je i barokni ljetnikovac Ivanić-Boglić-Božić (s osobinama kaštela) koji je pripadao potomcima obitelji Matije Ivanića. Potječe još iz 17. stoljeća, u njoj se i danas nalazi obiteljski grb.

## Gospodarstvo
30. lipnja 1965. u Milni je proradio Europski rehabilitacijski centar za alergičnu djecu i omladinu. Voditelj je bio dr Zlatan Sremec. Radio je ljeti preko triju mjeseca.

## Demografija
Iskazuje se kao samostalno naselje od 1991. nastalo izdvajanjem dijela naselja Hvar. Od 1953. iskazivano je kao dio naselja. U 1953. je bez stanovnika.
| broj stanovnika |       |       |       |       |       |       |       |       |       |       | 82    | 79    | 79    | 73    | 90    | 104   | 77    |
|                 | 1857. | 1869. | 1880. | 1890. | 1900. | 1910. | 1921. | 1931. | 1948. | 1953. | 1961. | 1971. | 1981. | 1991. | 2001. | 2011. | 2021. |